# Doratulina macrocephala
Doratulina macrocephala är en insektsart som beskrevs av Singh-pruthi 1936. Doratulina macrocephala ingår i släktet Doratulina och familjen dvärgstritar. Inga underarter finns listade i Catalogue of Life.